# Приманка из платья
«Приманка из платья» (англ. The Lure of the Gown) — американский короткометражный драматический фильм Дэвида Уорка Гриффита.

## Сюжет
Стоило только Изабель появиться на сцене в роскошном платье, она тут же очаровало окружающих мужчин, среди которых Энрико, который ради неё бросает свою девушку, певицу, которая всем сердцем любила его...

## В ролях
| Актёр            | Роль             |
| ---------------- | ---------------- |
| Мэрион Леонард   | Изабелль         |
| Гарри Солтер     | Энрико           |
| Флоренс Лоуренс  | Вероника         |
| Линда Арвидсон   | богатая женщина  |
| Эдвин Аугуст     |                  |
| Джон Р. Кампсон  | мужчина на улице |
| Анита Хендри     | партнёр Вероники |
| Чарльз Инсли     | второй жених     |
| Артур В. Джонсон |                  |